# Wolterstorffina parvipalmata
Wolterstorffina parvipalmata é uma espécie de sapo da família Bufonidae. Ele é encontrado na Nigéria e em Camarões. Seu habitat natural são as florestas de montanha, próximas à cursos de água e cachoeiras, e está ameaçado pela perda de seu habitat.